# Гоночний трек

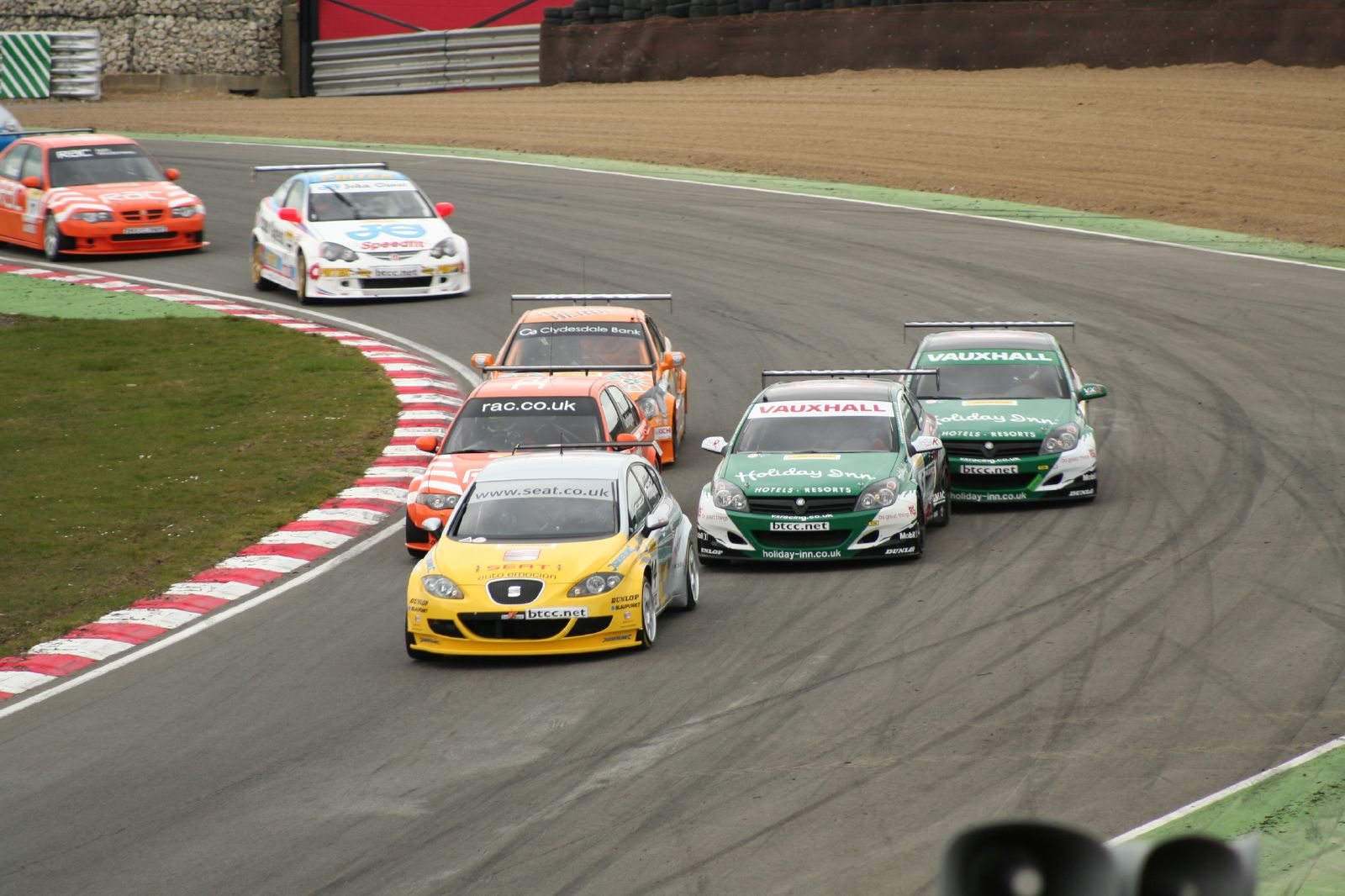
Гонка Touring Car на трасі Брендс-Гетч

Гоночна траса (гоночний трек) — це споруда, побудована для перегонів транспортних засобів, спортсменів або тварин, наприклад, стрибки на конях або собачі перегони. На гоночній трасі також можуть бути трибуни чи зали. Гоночні траси також використовуються щодо пересування тварин.
- Автодром — постійна споруда або будівля для перегонів транспортних засобів.

- Іподром — термін гоночного треку для коней, що зустрічається в таких країнах, як Великобританія, Індія, Австралія, Гонконг та Об'єднані Арабські Емірати.
- Велодром — гоночні траси, побудовані для велосипедистів.
- Траса — це загальний альтернативний термін для позначення гоночної траси з огляду на конфігурацію більшості гоночних трас, що дозволяє проводити перегони в кілька кіл. Деякі гоночні траси можуть також називатися спідвеями або гоночними трасами.
- Санно-бобслейна траса — крижаний жолоб для спуску на санях.